# Rio Elands (Mpumalanga)
Rio Elands (Mpumalanga) é um rio da África do Sul.